# あじさい号
あじさい号は、神奈川県川崎市多摩区の長尾台地区で運行されているコミュニティバス。正式名称は長尾台コミュニティバス「あじさい号」。2014年（平成26年）12月13日より本格運行を開始。
地域住民団体「長尾台コミュニティ交通導入推進協議会」が主導して計画を進め、川崎市の協力を受け、川崎市多摩区に本社を置く運送業者の高橋商事が運行している。

## 概要
長尾台地区（行政地名は長尾6丁目）は多摩川沿いの多摩丘陵の高台にあり急坂が多く、鉄道駅や一般路線バスの停留所からも離れている。1960年代に開発された新興住宅地であることから、住民の高齢化に伴い、コミュニティバスの運行が求められるようになった。そして、登戸駅および久地駅と長尾台地区の住宅地を結ぶ、地域住民主体のコミュニティバスとして「あじさい号」の運行が実現した。
道路運送法第4条による乗合バスとして運行されており、住民専用ではなく誰でも乗車できる。
なお「あじさい号」の愛称は、経由地でもあり「あじさい寺」として知られる長尾山妙楽寺に由来する。

## 沿革
- 1998年（平成20年） - 長尾台コミュニティ交通導入推進協議会が発足。
- 2011年（平成23年）
  - 6月20日 - 「山ゆり号」の試行運行開始に伴い、同日付で高橋商事が乗合バス事業に参入[5]。
  - 9月1日 - 「山ゆり号」が本格運行へ移行[2]。川崎市で初のコミュニティバスとなる[6]。
  - 11月10日 - 「あじさい号」の運行実験を開始[4][7]。開始時は同年12月9日までの予定であった[4]。
- 2013年（平成25年）- 「あじさい号」を試験運行へ移行[1]。
- 2014年（平成26年）12月13日 - 「あじさい号」を本格運行へ移行[1][8]。
- 2016年（平成28年）5月2日 - 中高生運賃を新設。
- 2019年（平成31年）4月1日、運行経路の一部拡大、停留所を増設。
  - 久地駅 - 長尾小学校経由 - あじさい寺
  - 登戸駅 - 長尾小学校経由 - あじさい寺
- 2023年（令和5年）4月3日 - 運賃改定、220円区間を20円値上げ（260円区間は据え置き）[2]。

## 運行事業者
試験運行時から一貫して、株式会社高橋商事が運行している。
高橋商事は、1986年（昭和61年）11月1日に「高橋ロケーションサービス」としてロケーション撮影用の車両業務を開始、1991年（平成3年）1月22日には「有限会社ティーエルエス」を設立して劇用車の受注も開始した。これは高橋商事の本社付近に、日本テレビ生田スタジオがあったことから事業開始したものである。
その後、1995年（平成7年）11月9日付で株式会社高橋商事を設立、一般貨物運送事業の許可を受けて業務を開始した。1999年（平成11年）11月30日には貸切バス事業を開始、2004年（平成16年）5月14日には多摩川対岸の東京都稲城市に多摩営業所を開設した。そして「山ゆり号」の試験運行開始に伴い、2011年（平成23年）6月20日付で乗合バス事業に参入した。
2011年9月1日の「山ゆり号」本格運行開始に続き、同年11月10日からは多摩区長尾台地区のコミュニティバス「あじさい号」の試行運行を開始、2014年（平成26年）12月13日より本格運行へ移行し、引き続き運行を担当している。

## 運行内容

### 運行日・運行時間
- 平日および土曜日（日祝日運休）
- 平日午前6時半 - 午後10時半、土曜午前10時 - 午後6時
- 6月下旬の日曜日「長尾の里あじさいまつり」に合わせて臨時運行

### 運賃
- 長尾台地区 - 久地駅　大人：240円、中高生200円、小児：120円[3]
- 長尾台地区 - 長尾橋　大人：240円、中高生200円、小児：120円[3]
  - 240円区間は、2023年の運賃改定までは220円（中高生180円、小児110円）であった。
- 長尾台地区 - 登戸駅　大人：260円、中高生210円、小児：130円[3]
- 小児は大人の半額。
- 障害者と70歳以上の高齢者は100円割引（小児障害者は無料）。
- 運賃支払は現金のみで、PASMO・Suicaなどの交通系ICカードは利用不可。
- 回数乗車券（割引なし）を発売している。定期乗車券は発売していない。

## 路線
久地駅学校まわり便
- 久地駅 - 長尾 - 延命地蔵尊前 - 森林公園北口前 - 長尾小学校前 - 五所塚公園 - あじさい寺 - 長尾台中央 - 長尾会館前 - 長尾 - 長尾橋 - のぼりとスイミングクラブ前 - 登戸駅

久地駅会館まわり便
- 久地駅 - 長尾 - 長尾会館前 - 長尾台中央 - 研究所前  - 五所塚公園 - あじさい寺

登戸駅学校まわり便
- 登戸駅 - のぼりとスイミングクラブ前 - 長尾橋 - 長尾 - 延命地蔵尊前 - 森林公園北口前 - 長尾小学校前 - 五所塚公園 - あじさい寺 - 長尾台中央 - 長尾会館前 - 久地駅

登戸駅会館まわり便
- 登戸駅 - のぼりとスイミングクラブ前 - 長尾橋 - 長尾 - 長尾会館前- 長尾台中央 -  研究所前  - 五所塚公園 - あじさい寺

## 車両
- 三菱ふそう・ローザ（定員25名）